# Archimede Orlandini
Archimede Orlandini (Paradigna, 1º agosto 1909 – Parma, 11 febbraio 1998) è stato un liutaio italiano.

## Biografia
Fu liutaio autodidatta attivo a Parma dal 1923, ma la liuteria non fu la sua attività principale (lavorava infatti come falegname nella fabbrica Bormioli di Parma). 
Ebbe i primi riconoscimenti nel 1932 durante un'esibizione a Parma e nel 1937 in occasione della Mostra Concorso di Liuteria Moderna di Cremona alla quale presentò un suo violino. Partecipò alla mostra cremonese anche nel 1949 e nel 1971. Nel 1980, ottenne un premio per la vernice al concorso di liuteria di Bagnacavallo di Romagna.
In alcuni casi i ricci dei suoi strumenti sono intagliati con teste d'animale, teste di donna o addirittura la figura di Paganini. 
Non esiste una catalogazione precisa degli strumenti realizzati da Orlandini, ma in una conversazione con il violinista Luca Fanfoni lo stesso Orlandini dichiarò di aver costruito circa 150 violini, 50 viole, 10 violoncelli e 10 contrabbassi.
Nella bottega di Orlandini si è formato il liutaio Giorgio Giliotti.